# Orthonevra
Orthonevra is een vliegengeslacht uit de familie van de zweefvliegen (Syrphidae).

## Soorten
- O. auritarsis Bradescu, 1992
- O. bellulus (Williston, 1882)
- O. brevicornis

Bosglimmer (Loew, 1843)
- O. elegans (Meigen, 1822)
- O. erythrogona (Malm, 1863)
- O. frontalis (Loew, 1843)
- O. gemmula (Violovitsh, 1979)
- O. geniculata

Vroege glimmer (Meigen, 1830)
- O. incisa (Loew, 1843)
- O. intermedia

Veenglimmer (Lundbeck, 1916)
- O. montana Vujic, 1999
- O. nitidula (Curran, 1925)
- O. nitidus (Wiedemann, 1830)
- O. nobilis

Zomerse glimmer (Fallen, 1817)
- O. onytes (Séguy, 1961)
- O. pictipennis Loew, 1863

- O. plumbago (Loew, 1840)
- O. pulchella (Williston, 1887)
- O. shusteri Bradescu, 1993
- O. stackelbergi Thompson & Torp, 1982
- O. stigmata (Williston, 1882)
- O. tristis (Loew, 1871)
- O. unicolor (Shannon, 1916)